# 萨洛蒙·雅达松
萨洛蒙·雅达松（德語：Salomon Jadassohn，1831年8月13日—1902年2月1日) ，犹太血统的德国作曲家， 音乐教育家。早年进入莱比锡音乐学院学习，毕业后留校任教，培养了大批音乐人才。他的作品数量很多，继承了门德尔松的风格，但目前很少演出。

## 外部連結
- 萨洛蒙·雅达松的免费乐谱，由国际乐谱典藏计划提供